# October (album)
October – drugi album rockowej grupy U2. Wydany został 16 października 1981, przez wytwórnię Island Records. Producentem wydawnictwa był Steve Lillywhite. Płyta była nagrywana w Windmill Lane Studios w Dublinie.

## Lista utworów
| #  | Tytuł                              | Czas trwania |
| -- | ---------------------------------- | ------------ |
| 1  | „Gloria”                           | 4:14         |
| 2  | „I Fall Down”                      | 3:39         |
| 3  | „I Threw a Brick Through a Window” | 4:54         |
| 4  | „Rejoice”                          | 3:37         |
| 5  | „Fire”                             | 3:51         |
| 6  | „Tomorrow”                         | 4:39         |
| 7  | „October”                          | 2:21         |
| 8  | „With a Shout (Jerusalem)”         | 4:02         |
| 9  | „Stranger in a Strange Land”       | 3:56         |
| 10 | „Scarlet”                          | 2:53         |
| 11 | „Is That All?”                     | 2:59         |

## Twórcy
- Bono – śpiew
- The Edge – gitara, pianino, śpiew
- Adam Clayton – gitara basowa
- Larry Mullen Jr. – perkusja